# تمنیتستال
تمنیتستال (به آلمانی: Temnitztal) یک شهر در آلمان است که در اوست‌پریگنیتس-روپین واقع شده‌است. تمنیتستال ۱٬۶۵۵ نفر جمعیت دارد.